# Benzopireno

Estrutura do Benzo(a)pireno

Benzopireno refere-se a dois hidrocarbonetos aromáticos policíclicos isômeros, formados pela fusão de cinco anéis: benzo(a)pireno e benzo(e)pireno. É um potente agente cancerígeno e mutagênico, o que significa que ele reage com o DNA humano, interferindo na reprodução das células e acaba afetando muito as áreas atingidas. O benzopireno está presente na fumaça de cigarros, carvão (sobre carnes assadas ou carnes e peixes defumados), e também na atmosfera das grandes cidades.
Formula Molecular: C20 H12